# 音声言語
音声言語（おんせいげんご）とは、聴覚を利用する言語。

## 概要
音声は1次元的（リニア）に認識されるため、聴覚で認識した順序でコミュニケーションが行われる。その際、音声の高低・強弱とその変化、音質、ポーズなど独特の特徴が見られる。音声言語はこれらの特徴を持つ言語である。音声は言語音と非言語音に分けられ、非言語音とは、うめきや咆吼など、単位に分けられないものを指す。音声言語という場合は言語音を中心に考えるが、非言語音も分析の対象になることがある。

## 各言語との関係

### 口頭言語
音声言語と口頭言語とは異なるが、しばしば曖昧に用いられる。

### 文字言語
音声言語は、文の切れ目をそれ自身では明示しないことが特徴である。また、意味を特定したり、限定したり、明示しない。その結果、同音語は聞き手の知識、経験、感情、立場によってさまざまに理解される。
音声言語はふつう口から発せられ、時々刻々と消えていく。このため話し手と聞き手がコミュニケーションの場を共有する直接的伝達に用いられることが多い。これに対して文字言語は筆記用具などの伝達道具を必要とし、またある程度の期間保存されるため、時間的にも距離的にも隔たった相手との間接的伝達を可能にする。しかし、19世紀に発明された電話・19世紀末から20世紀のいくつかの発明による無線を利用したラジオ放送・同様に同時期の録音再生技術、などにより、距離的に隔たった相手との1対1の、次いで複数とのコミュニケーションが可能になり、現代では時間的な点でも間接的伝達が可能となった。